# 파울리니아

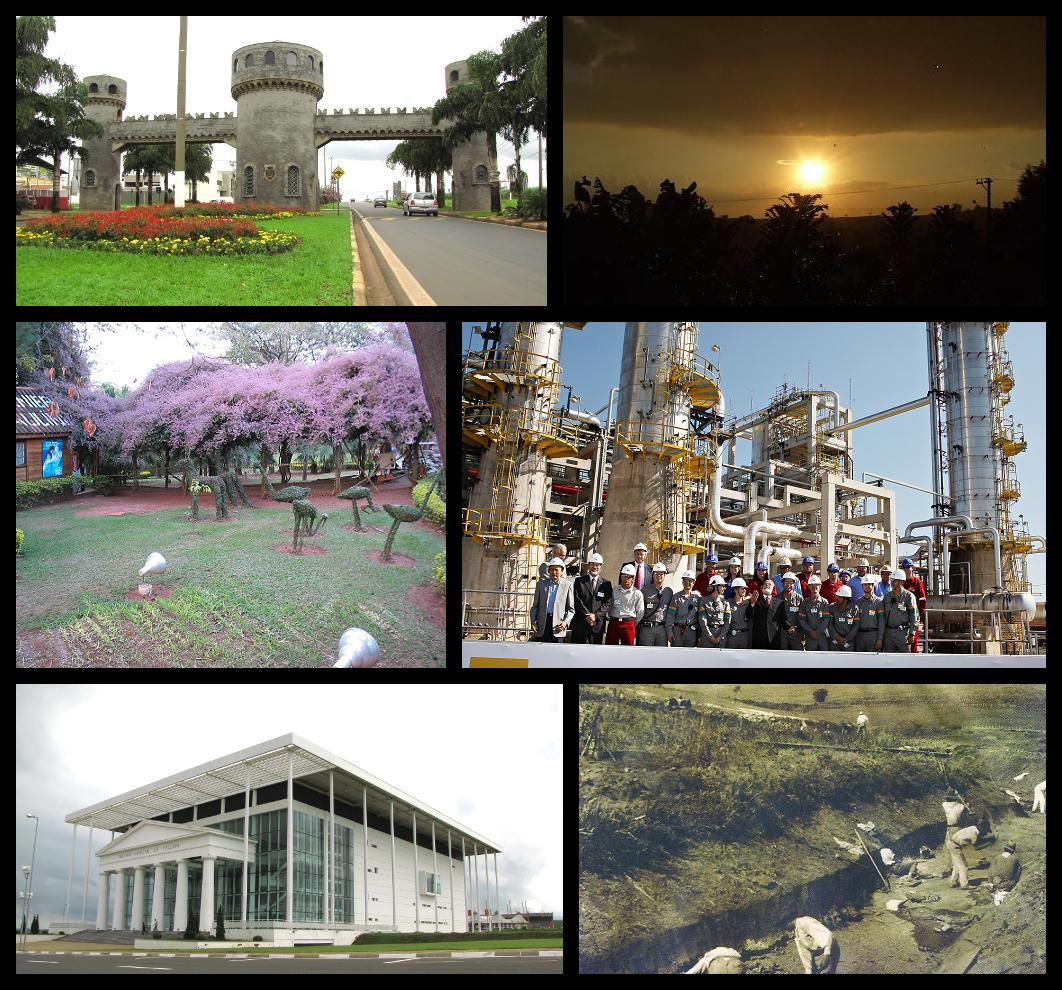
파울리니아

파울리니아의 위치

파울리니아(포르투갈어: Paulínia)는 브라질 상파울루주의 도시로 면적은 139.332km2, 높이는 590m, 인구는 86,800명(2012년 기준)이다.